# Инджон (ван Чосона)
Инджон (кор. 인종, 仁宗, Injong) — 12-й ван корейского государства Чосон, правивший с 4 декабря 1544 года по 7 августа 1545 годах. Имя — Хо (кор. 호, 峼, Ho). Второе имя — Чхонюн.
Посмертные титулы — Ёнджон-тэван, Хымхё-тэван.